# Twisted Charm

Twisted Charm est un groupe anglais, formé en 2004, originaire de Northampshire. Ils s'inscrivent dans la tradition post-punk.

## Membres du groupe
- Nathan Doom : chant, guitare, synthé
- Luke Georgiou : saxophone
- John Garley : basse
- Dominic Cole : batterie

## Discographie
- Real Fictional (2007)